# Pseudotyphlops philippinus
Genre
Espèce
Synonymes
- Uropeltis philippinus Müller, 1832
- Uropeltis saffraganus Kelaart, 1853
- Uropeltis grandis Kelaart, 1853
- Uropeltis pardalis Kelaart, 1853

Pseudotyphlops philippinus, unique représentant du genre Pseudotyphlops, est une espèce de serpents de la famille des Uropeltidae.

## Répartition
Cette espèce est endémique du Sri Lanka.

## Publications originales
- Müller, 1832 : Beiträge zur Anatomie und Naturgeschichte der Amphibien in Tiedemann & Treviarnus,1832 : Zeitschrift für Physiologie, Heidelberg, Leipzig, vol. 4, p. 190-275 (texte intégral).
- Schlegel, 1839 : Abbildungen neuer oder unvollständig bekannter Amphibien, nach der Natur oder dem Leben entworfen und mit einem erläuternden Texte begleitet. Arne and Co., Düsseldorf, p. 1-141 (texte intégral).